# Polda 2
Polda 2 je česká videohra z roku 1999 a druhý díl populární herní série Polda. Hra byla vydána znovu před Vánocemi rok po předchozím dílu Polda 1. V prosinci 2023 vyšel remaster této hry.

## Zpracování
Hra má znovu kreslenou 2D grafiku a typický humor. Většina postav má však nyní základ ve známých postavách umělecké či politické scény, naráží se například na Laru Croft, Esmeraldu, Claudii Schifferovou, Billa Gatese, Davida Coperfielda, Michaela Jacksona, Lunetic, Pamelu Anderson, Boženu Němcovou, Sloního muže, Caesara, Adolfa Hitlera, Napoleona, Marilyn Monroe, Einsteina, Mečiara, Miloše Zemana, Vladimíra Železného, Viktora Koženého, Jaroslava Baštu a Jana Rumla. Přibyl také paralaxní scrolling. Ve hře je 38 různých lokací (50 kreslených obrazovek), 45 postav a 160 použitelných předmětů. Po Dreamlandu to byla ve své době druhá nejrozsáhlejší česká adventura. Pro mobilní verze byl také přeložený do angličtiny a francouzštiny pod názvem: Awesome Cop.

## Příběh (včetně remasterované verze)
Intro
Děj se odehrává ve fiktivním městečku Marsias. Hra začíná ukázkou televizních novin, hlavní zprávou je požár hotelu Růžová budoucnost. Zde se měla konat Miss Klonovaných Krásek, avšak před vyhlášením vítězek hotel zapálili dva neznámí muži. Hotel lehl popelem, ale nikomu se naštěstí nic nestalo. Městečko Marsias proslulo jako kolébka klonování lidí. Známí a úspěšní lidé si ve zdejší továrně DNA Revolution pořizují své klony, ovšem občas se stane, že se nějaký nepovede a putuje tak tajně do odkladiště těchto nepovedených zmetků, do tzv. Hybridária. Neúspěch při klonování většinou nastává ve chvíli, kdy se do genetické informace dostane nějaký cizí gen a klon se tak stává nečistokrevným a nepovedeným.
Děj první - vyšetřování požáru
Policista Pankrác sedí druhý den ve své kanceláři a nudí se. Jediným jeho rozveselením jsou telefonáty s manželkou. Z letargie ho probudí až hovor s majorem, který ho pověřuje důležitým případem, detaily mu však sdělí až osobně ve své kanceláři. Než však za ním polda stihne dojít, major si to kvůli jeho neschopnosti rozmyslí. Pankrác však pomůže jinému kolegovi dopadnout nepovedený klon Davida Copperfielda, který v sobě má geny nutící ho neustále odněkud utíkat. Od něj se dozví první stopu, že vypálení hotelu může mít na svědomí neznámý muž, který se potuloval kolem Hybridária. Dopadením klonu Copperfielda major změní názor na Pankráce a případ mu svěřuje. Z dokumentace se Pankrác mimo jiné dozvídá, že během požáru byla unesena i favoritka soutěže Miss, Klaudie Š.
Na spáleništi objevuje několik důkazů - řetízek s podivným logem B, které nikdo nepoznává a podivnou stopu v blátě. Od svědka požáru získává fotky pachatelů. Jsou na nich dva muži, kteří na sobě mají oblečení, které se může fasovat jen v Hybridáriu. Dostat se tam není pro Pankráce jednoduché, ale nakonec se mu to podaří a postupně vyslýchá všechny ubytované. Ti jsou nepovedenými klony spisovatelů, politiků, sportovců a jiných osobností a všichni se bojí zdejšího sklepa. 
Pankrácovi se podaří do něj dostat, kde nachází jednoho ze spolupachatelů požáru, Hraběte s opravdu modrou krví. Od něj se dozvídá, že druhým pachatelem je Kachnan, také nepovedený klon. S Kachnanem se prý dal před týdnem do řeči divný muž, který odměnou za rozpoutání požáru pomůže oběma utéct z Hybridária a věnuje jim velkou sumu peněz do začátku. Kachnan s tímto plánem okamžitě souhlasil, Hrabě se však bál, aby je nevypátrali, protože pak by skončil buď ve sklepě nebo v cirkusu Lunetik, kam nepovedené klony prodávají. O unesené Klaudii však nic neví. Pankrác se tedy vydává co cirkusu, kde s vypětím všech sil zatýká Kachnana.
Od něj se Pankrác dozví další informace. Řetízek s emblémem patřil neznámému muži, který si objednal požár hotelu. Onen neznámý připadal Kachnanovi podivně "umělej, jako by měl bakelitovej obličej" a měl červený nos. 
Děj druhý - Polda, zachránce města
Pankrác sedí u svého stolu a vychutnává si svůj úspěch. Opět zvoní telefon a kromě poděkování za dopadení pachatelů požáru získává další práci. Anonym umístil na zdejším hradě Klonenburg bombu a slíbil, že vyhodí zdejší město i s továrnou na klony do povětří. Starosta města se domnívá, že to souvisí s požárem hotelu, proto pověřuje Pankráce, aby se o celou záležitost postaral. Pankrác se vybaví vším potřebným - konečně dostává náboje do pistole a příručku Pyrotechnikem snadno a rychle. 
Hrad Klonenburg slouží jako muzeum historických osobností a klonování. Současná expozice byla provedena firmou DNA Revolution, která vlastní i továrnu na klonování lidí. Na místě zjišťuje, že místnost věnovaná této firmě je vykradená a na zdi nachází podivný nápis Caesar + Mona Lisa. Pankrác zjišťuje, že chybí přístroj nazvaný klonoskop. Od klonu Hitlera zjistí, že se jedná o zařízení na klonování lidí, do kterého stačí vložit správné geny a výsledkem je lidský klon. 
Hitler zná také zmíněného Caesara, chodil s Monou Lisou, která ho pouze finančně zneužívala. Aby měl na tento vztah peníze, pracoval na hradě a podle Hitlerova mínění měl také nějaké pochybné kšefty s místní galerkou. Caesara nakonec z hradu vyhodili a jeho místnost předělali právě na prezentaci firmy DNA Revolution. Vykrást tuto místnost by podle Hitlera i Napoleona mohl, ale nastražit bombu určitě ne. Pankrác získává i další místo pro své pátrání, hospodu Doupě v Severních docích, kde by se mohl Caesar nalézat. Pankrácovi se nastraženou bombu nakonec podaří pomocí obdržené příručky zneškodnit.
Děj třetí - Kde je Caesar
Jede dle instrukcí od Hitlera do Severních doků pátrat po Caesarovi. Polda zde potkává Al Caponeho, kterého obrali v hazardu o všechny peníze, Fantomase, který rozlévá drinky v hospodě i Miloše Zemana, který na hracím automatu prohrává peníze pro státní rozpočet. Setkává se i s Billem Gatesem, od kterého se dozvídá, že Caesar se už dlouho v hospodě neukázal, ale jeho bratr neustále sedící v Rockbaru bude vědět víc. Zde Polda potkává Mečiara, Michaela Jacksona i Caesarovo bratra. Od něho se dozvídá, že Caesar by se měl pohybovat někde u vrakoviště letadel. 
Pankrác ho nachází v jednom z odstavených letadel. Caesar s ním nechce mluvit a chce se oběsit. Polda ho zachraňuje a na policejní stanici se od něho dozvídá vše potřebné. Caesara si po jeho vyhazovu z hradu všiml podivný chlapík. Připadal mu "jakoby umělej a měl červenej nos". Caesar poznal i řetízek s podivným emblémem, protože ho měl chlapík na sobě. Caesarův úkol byl jednoduchý, měl ukrást klonoskop, ale o bombě nic nevěděl. Pravděpodobně měla bomba sloužit k zamaskování stopy krádeže. 
Děj čtvrtý - pláž plná ustrašených klonovaných krásek
Pankrác je pověřen dalším vyšetřováním na místní pláži Paradiso, která je proslavená jako domov těch nejkrásnějších klonovaných žen. Ty však nyní dostávají výhružné anonymní dopisy. Promlouvá s Pamelou Anderson, Larou Croft, identickými dvojčaty Marilyn Monroe i Esmeraldou a postupně z nich získává celou část anonymního dopisu. 
"Mé dílo je dokonáno. Totální zkáza Marsiasu se blíží. Nepátrej dále, neb tvá snaha stává se marnou. Konec se blíží začátku a kruh se uzavírá."
Pankrác si uvědomí, že dopis byl psán přímo pro něj. Navíc zjišťuje, že na papíře je vodoznak DNA Revolution, továrny na klony a vydává se tam. Zde nachází uvězněného zakladatele továrny DNA Revolution, profesora Zweištejna. Toho nakonec osvobodí a může ho vyzpovídat. Profesora unesli dva maskovaní muži, z jednoho z nich měl jakýsi "umělý dojem". Profesor poznává i emblém na řetízku, patří známé firmě vyrábějící dětské hračky Dattel. V současné době však firma krachuje, hlavní vinu na tom má právě klonování, protože to umožňuje výrobu "živých" hraček. Profesor se domnívá, že chce Dattel z pomsty zničit celé město včetně továrny na výrobu klonů.
Děj pátý - zkrachovalý Mattel
Pankrác od něj získává popis ostrova, kde se nachází sídlo Dattelu, Barbieland. Kdysi dávno to bylo místo plné dětí, zábavních atrakcí a cukrové vaty, nyní je opuštěné a zkrachovalé. Pankrác se vydává na letiště, pilot s ním odmítá spolupracovat, proto ho uspí a po prostudování příručky létání sedá do letadla sám a vyráží na cestu. 
Pankrácovo přistání není z nejčistších, část továrny je rozbitá a z letadla uniká petrolej. Na místě přistání nachází Kena, postavu s umělou hlavou a červeným nosem a dojde mu tak, kdo stojí za všemi nedávnými skutky. Skutečným strůjcem je však Mattel, zakladatel firmy, který vypovídá Pankrácovi, co všechno ho vedlo k nenávisti ke všemu klonovanému. S umělými a neživými panenkami Barbie a Kenem už si nikdo nehraje, všichni jsou nadšení z klonování, které přinesla DNA Revolution. 
Dozvídá se také, proč unesli Klaudii Š. Ta je nejpodobnější k panence Barbie, ale odmítá s Mattelem spolupracovat a proto ji zde uvěznil. Klonoskop chtěl využít k propojení bakelitové panenky a Klaudie a mohl by začít vyrábět živou Barbie. Po smrti Matella a zachránění Klaudie z ostrova nakonec oba odlétají horkovzdušným balonem a ostrov za jejich zády vybuchuje. Pankrác poté pronese: "Zlato, neslyšíš něco? Jako by tu něco ucházelo."
Děj šestý - epilog aneb z policisty soukromým detektivem (pouze v remasterované verzi)
Pankrác s Klaudií letí balónem, ale neustále klesají, výbuch totiž poškodil část jeho pláště. Polda ho dokáže zalepit a po několika hodinách přistávají na letišti, kde však na něj čeká policejní eskorta i s majorem. Klaudie před policií prohlásí, že byla unesena a Pankrác je obviněn ze zničení ostrova, které bylo nejen domovem vzácných živočichů, ale bylo zapsané i v UNESCO. Jeho trest je doživotní vězení. Pankrác se mu však vyhýbá, protože je prohlášený po několika týdnech za blázna a umístěn v psychiatrické léčebně. 
Od svého spolu-pacienta dostává zakázku. Má nevyřízené účty s Mattelem a pokud ho Polda najde, dostane odměnu. Pankrác se tedy stává soukromým detektivem, obstarává si převlek, aby ho nikdo nepoznal a utíká za jeho pomoci z léčebny, aby pátral po Mattelovi. První hledání zkouší na policejní stanici a v archivu zjišťuje, že Mattel byl prohlášen za mrtvého a jeho tělo prodáno do sběrných surovin. Všude také objevuje plakáty s Bíbí - krásnou ženou, která má inteligenci primáta. Pankrác s hrůzou zjišťuje, že je Bíbí klon Klaudie a jeho samého. Získává adresu výrobce Bíbí, firmu Live Toys.
Na firmě se dozvídá sídlo majitele, které se nachází v miliardářské čtvrti. Pankrác se dostává i do vily, kde nachází Klaudii, která se mu představuje jako žena majitele Live Toys Maselnikova. Pankrác však zjistí, že Maselnikov je ve skutečnosti Mattel, který na něj zároveň vše narafičil - zatčení i uvěznění v léčebně, kterou sám vlastní. Mattel předstíral vlastní smrt, aby mohl zosnovat svůj plán. I Klaudie byla nastražena tak, aby naoko s Pankrácem spolupracovala a během letu balonem z poldy dostala genetický materiál pro výrobu Bíbí, která vystřelila Mattele zpět do úspěšného byznysu. 
Pankrác nakonec oba přemůže a vrací se do policejních řad. Když ho major povyšuje do vyšší hodnosti, přijde dopis od Pankrácovo spolu-pacienta z léčebny. Je v něm poděkování a odměna za nalezení Mattela. Pankrác opouští policejní řady i Marsias a stěhuje se do Prahy. Zde si za získané peníze zařizuje kancelář, sedí na židli s nohama na stole a čeká na další zakázku.

## Vývoj
Druhý díl již není vytvořený týmem SleepTeam, ale přímo Zima Software, který distribuoval předešlou hru. Sleep Team byl unavený z hektického vývoje prvního dílu a nechtěl se tehdy podílet na Poldovi 2. Tým po neúspěšném soudním sporu přišel o nárok na značku Polda či finanční podíl na jeho pokračováních a veškerá práva tak připadla Zima Software. Producent byl Martin Zima, výrobní ředitel Radek Smíšek, programoval Petr Svoboda, většinu grafiky vytvořil Dan Falta a většinu hudby Roman Džupinka. Hru nadabovali známí herci Luděk Sobota, Petr Nárožný, Jiří Lábus, Vlastimil Bedrna, Valérie Zawadská, Václav Faltus, Petra Hanžlíková a Pavel Pípal. 
Ve hře samotné se objevují nové prvky, které v prvním díle nebyly. Pokud se například Pankrácovi během zneškodnění bomby podaří udělat nějakou chybu, celý hrad vyletí do povětří a Pankrác padá z hradu na zem a nechává uživatele zkusit zneškodnění ještě jednou. Jedná se o jakýsi mezistupeň mezi čtvrtým dílem, kde už může Polda regulérně zemřít.  
V celé hře se také objevují známé osobnosti, ať už zveřejněné napřímo (Miloš Zeman nebo Jaroslav Bašta) v podobě naklonovaných osob, nebo nepřímo. Jsou tu úspěšně naklonované osobnosti, nebo i neúspěšně (např. Rumlcajs, nepovedený klon politika Jana Rumla s pohádkovým Rumcajsem nebo podobně nepovedená Stobožka, klon Boženy Němcové s geny stonožky). Nepřímo je zde například odkaz na Václava Klause v podobě mluvy profesora Zweištejna. 
Zajímavá je i osobnost Billa Gatese, který v hospodě Doupě provozuje hraní falešných karet, když se Pankrácovi podaří ho odhalit, objeví se v původní hře BSOD v podobě Windows 98, v remasterované verzi v podobě Windows 10.  
Ačkoliv se hra odehrává ve fiktivním městě Marsias, má české reálie. Poldovo auto (Porsche 911) je v českých policejních barvách, vyskytuje se zde klasická česká policie a všude jsou i české nápisy.  
Oproti prvnímu dílu je grafika i realističnost posunutá na futuristickou úroveň, hlavním tématem je klonování lidí.  

## Remaster
Na remaster hry Polda 2 bylo vybráno na crowdfundingovém portálu Hithit téměř 2 miliony korun. Hra Polda 2 remástr pro Microsoft Windows vyšla 12. prosince 2023. Grafika je zcela překreslena do rozlišení 4K, přepnout jde na původní grafiku a hudbu přímo během hraní. Je také přítomen návod, dabing v angličtině a titulky ve francouzštině a možnost zobrazit aktivní místa, stejně jako v mobilní verzi.
12. června 2024 vyšel v rámci bezplatné aktualizace dodatečný hratelný dodatek jak se Pankrác před třetím dílem stal detektivem. V prosinci 2024 vyšel remástr pro mobilní zařízení.